# Olchówka (województwo lubelskie)
Olchówka – wieś w Polsce położona w województwie lubelskim, w powiecie parczewskim, w gminie Sosnowica.
W latach 1975–1998 miejscowość położona była w województwie chełmskim.
Wieś stanowi sołectwo w gminie Sosnowica. Według Narodowego Spisu Powszechnego z roku 2011 wieś liczyła 306 mieszkańców.
Wierni Kościoła rzymskokatolickiego należą do parafii Trójcy Świętej w Sosnowicy.

## Historia
Olchówka wieś w powiecie włodawskim, gminie Turno, parafii obrządku wschodniego w Sosnowicy. We wsi była gorzelnia produkująca na kwotę ponad 30 000 rubli srebrnych, było tu 22 domów i 158 mieszkańców, gruntu 937 mórg. Według spisu z 1827 roku było tu 19 domów i 122 mieszkańców.